# Vincent (Iowa)
Vincent es una ciudad ubicada en el condado de Webster en el estado estadounidense de Iowa. En el Censo de 2010 tenía una población de 174 habitantes y una densidad poblacional de 263,46 personas por km².

## Geografía
Vincent se encuentra ubicada en las coordenadas 42°35′31″N 94°1′8″O / 42.59194, -94.01889. Según la Oficina del Censo de los Estados Unidos, Vincent tiene una superficie total de 0.66 km², de la cual 0.66 km² corresponden a tierra firme y (0%) 0 km² es agua.

## Demografía
Según el censo de 2010, había 174 personas residiendo en Vincent. La densidad de población era de 263,46 hab./km². De los 174 habitantes, Vincent estaba compuesto por el 94.25% blancos, el 0% eran afroamericanos, el 0% eran amerindios, el 0.57% eran asiáticos, el 0% eran isleños del Pacífico, el 2.87% eran de otras razas y el 2.3% pertenecían a dos o más razas. Del total de la población el 6.32% eran hispanos o latinos de cualquier raza.